# Rhodocharis anacoloides
Rhodocharis anacoloides là một loài bọ cánh cứng trong họ Cerambycidae.